# Festival international du film de Locarno 2016
Le Festival international du film de Locarno 2016, la 69e édition du festival (69° Festival del film Locarno), se déroule du 3 au 13 août 2016.

## Déroulement et faits marquants
Jane Birkin a reçu un Léopard d'Or pour l'ensemble de sa carrière et Roger Corman est invité d'honneur
Plusieurs films font figures de favoris pour décrocher le Léopard d'or du meilleur film dont Inimi cicatrizate, Marija, La idea de un lago, Le Ruisseau, le Pré vert et le Doux Visage (Al Ma' wal Khodra wal Wajh El Hassan), Glory (Slava) et Mister Universo.
Le jury a fait un palmarès européen en décernant le Léopard d'or à Godless de Ralitza Petrova, le Prix spécial du jury à Inimi cicatrizate de Radu Jude, le Léopard de la meilleure réalisation à João Pedro Rodrigues pour L'Ornithologue et les prix d'interprétation à Irena Ivanova dans Godless et Andrzej Seweryn dans Ostatnia rodzina. Ce palmarès fait dire à Frédéric Strauss de Télérama que le jury a récompensé l'audace de jeunes cinéastes. Pour Antoine Duplan du journal Le Temps, le jury a donné le Léopard d'or au plus glauque des films en compétition et a été mieux inspiré en primant Inimi cicatrizate de Radu Jude qui confirme la vitalité du cinéma roumain.

## Jurys

### Concorso internazionale
- Président : Arturo Ripstein, réalisateur  Mexique
- Kate Moran, actrice  France
- Rafi Pitts, réalisateur  Iran
- Rodrigo Teixeira, producteur  Brésil
- Wang Bing, réalisateur  Chine

### Concorso Cineasti del presente
- Président : Dario Argento, réalisateur  Italie
- Angelikí Papoúlia, actrice  Grèce
- Antonin Peretjatko, réalisateur  France
- Cornelia Seitler, productrice  Suisse
- Sean Price Williams, directeur de la photographie  États-Unis

### Pardi di domani
- Président : Edgar Reitz, réalisateur  Allemagne
- Marian Álvarez, actrice  Espagne
- Julie Corman (en), productrice  États-Unis
- Shahrbanoo Sadat, réalisatrice  Afghanistan
- Nicolas Steiner, réalisateur  Suisse

### Opera Prima - Première œuvre
- Jonathan Romney, critique  Royaume-Uni
- Ryan Werner, programmateur  États-Unis
- Chus Martínez, curatrice  Espagne

## Sélection

### Concorso internazionale
- Le Ruisseau, le Pré vert et le Doux Visage (Al Ma' wal Khodra wal Wajh El Hassan) de Yousry Nasrallah  Égypte
- Bangkok Nites de Katsuya Tomita  Russie  Laos
- Correspondências de Rita Azevedo Gomes  Portugal
- By the Time It Gets Dark (ดาวคะนอง / Dao Khanong) d'Anocha Suwichakornpong  Thaïlande  Pays-Bas  France
- Der traumhafte Weg d'Angela Schanelec  Allemagne
- Godless de Ralitza Petrova  Bulgarie  Danemark  France
- Hermia and Helena de Matías Piñeiro  États-Unis  Argentine
- Inimi cicatrizate de Radu Jude  Roumanie  Allemagne
- Jeunesse de Julien Samani  Portugal  France
- Kaze ni nureta onna d'Akihiko Shiota  Japon
- La idea de un lago de Milagros Mumenthaler  Argentine
- La Prunelle de mes yeux d'Axelle Ropert  France
- Marija de Michael Koch (en)  Pays-Bas  Allemagne  Suisse
- Mister Universo de Tizza Covi et Rainer Frimmel  Autriche  Italie
- L'Ornithologue (O Ornitólogo) de João Pedro Rodrigues  Portugal
- Ostatnia rodzina de Jan P. Matuszyński  Mexique  Pologne
- Glory (Slava) de Kristina Grozeva et Petar Valtchanov  Bulgarie  Grèce

### Concorso Cineasti del presente
- Afterlov de Stergios Paschos  Grèce
- Akhdar yabes de Mohammed Hammad  Égypte
- Destruction Babies de Tetsuya Mariko  Japon
- Donald Cried de Kris Avedisian  États-Unis
- El auge del humano de Eduardo Williams  Argentine  Brésil  Portugal
- El futuro perfecto  Argentine
- Gorge cœur ventre de Maud Alpi  France
- I Had Nowhere to Go de Douglas Gordon  Allemagne
- Il nido de Klaudia Reynicke  Suisse  Italie
- Istirahatlah kata-kata de Yosep Anggi Noen  Indonésie
- L'Indomptée de Caroline Deruas  France
- Mañana a esta hora de Lina Rodríguez  Colombie  Canada
- Pescatori di corpi de Michele Pennetta  Suisse
- The Challenge de Yuri Ancarani  Italie  France  Suisse
- Viejo calavera de Kiro Russo  Bolivie

### Pardi di domani

#### Compétition internationale
- A liña política de Santos Díaz  Espagne
- Alepou de Jacqueline Lentzou  Grèce
- An Aviation Field de Joana Pimenta  États-Unis  Portugal  Brésil
- Apartament interbelic, în zona superbă, ultra-centrală de Sebastian Mihăilescu  Roumanie
- Au loin, Baltimore de Lola Quivoron  France
- Cilaos de Camilo Restrepo  France
- Clan de Stefanie Kolk  Pays-Bas
- Deep Blue de Joe Nankin  États-Unis
- Dgis bolomde de Anna Sarukhanova  Géorgie
- Each to Their Own de Maria Ines Manchego  Nouvelle-Zélande
- Estilhaços de José Miguel Ribeiro  Portugal
- Etage X de Francy Fabritz  Allemagne
- Hold Me (Ca Caw Ca Caw) de Renee Zhan  États-Unis
- Kommittén de Gunhild Enger et Jenni Toivoniemi  Suède  Norvège  Finlande
- L'Immense Retour (Romance) de Manon Coubia  Belgique  France
- Las vísceras d'Elena López Riera  Espagne  France
- Manodopera de Loukianos Moshonas  Grèce  France
- Non Castus d'Andrea Castillo  Chili
- Nuestra amiga la luna de Velasco Broca  Espagne
- On the Ropes de Manon Nammour  Liban
- Que vive l'Empereur d'Aude Léa Rapin  France
- Rhapsody de Constance Meyer  France
- Setembro de Leonor Noivo  Portugal  Bulgarie
- Sredi cheornyh voln d'Anna Budanova  Russie
- Tranzicija de Milica Tomovic  Serbie
- Umpire de Leonardo Van Dijl  Belgique
- Valparaiso de Carlo Sironi  Italie
- À Noite Fazem-se Amigos de Rita Barbosa  Portugal

#### Compétition nationale
- Cabane de Simon Guélat  France
- Côté cour de Lora Mure-Ravaud  Suisse
- Die Brücke über den Fluss de Jadwiga Kowalska  Suisse
- Digital Immigrants de Norbert Kottmann et Dennis Stauffer  Suisse
- Dormiente de Tommaso Donati  Suisse
- Genesis de Lucien Monot  Suisse
- Iceberg de Mathieu Z'Graggen  France
- La Femme et le TGV de Timo von Gunten  Suisse
- La Leçon de Tristan Aymon  Suisse
- La Sève de Manon Goupil  Suisse
- Les Dauphines de Juliette Klinke  Belgique
- Lost Exile de Fisnik Maxhuni  Suisse

### Hors compétition

#### Signs of Life
- 300 Miles de Orwa Al Mokdad  Syrie,  Liban
- Anashim shehem lo ani de Hadas Ben Aroya  Israël
- Ascent de Fiona Tan  Pays-Bas,  Japon
- Beduino de Júlio Bressane  Brésil
- Pow wow de Robinson Devor  États-Unis
- Rat Film de Theo Anthony  États-Unis
- Svi severni gradovi de Dane Komljen  Serbie,  Bosnie-Herzégovine,  Monténégro
- The Sun, the Sun Blinded Me d'Anka Sasnal & Wilhelm Sasnal  Pologne,  Suisse

#### Histoire(s) du cinéma
Cette section comprend, cette année, des hommages à Alejandro Jodorowsky, Bill Pullman, David Linde, Howard Shore, Mario Adorf, Jane Birkin, Stefania Sandrelli, Roger Corman, Jonas Mekas et Abbas Kiarostami.

#### I film delle giurie
Films en l'honneur des membres des différents jurys

## Palmarès[7]

### Concorso Internazionale
- Léopard d'or : Godless de Ralitza Petrova
- Prix spécial du jury : Inimi cicatrizate de Radu Jude
- Léopard pour la meilleure réalisation : João Pedro Rodrigues pour L'Ornithologue
- Léopard pour la meilleure interprétation féminine : Irena Ivanova dans Godless
- Léopard pour la meilleure interprétation masculine : Andrzej Seweryn dans Ostatnia rodzina
- Mentions spéciales : Mister Universo

### Concorso Cineasti del presente
- Léopard d'or : El auge del humano d'Eduardo Williams
- Prix du meilleur réalisateur émergent : Tetsuya Mariko pour Destruction Babies
- Prix spécial du jury : Viejo calavera

### Pardi di domani

#### Compétition internationale
- Léopard d'or : L'Immense Retour (Romance) de Manon Coubia
- Léopard d'argent : Cilaos de Camilo Restrepo
- Prix Pianifica : L'Immense Retour (Romance) de Manon Coubia
- Prix Film et Vidéo Untertitelung : Valparaiso de Carlo Sironi
- Mention spéciale : Non Castus d'Andrea Castillo

#### Compétition nationale
- Pardino d'or du meilleur court métrage suisse : Die Brücke über den Fluss de Jadwiga Kowalska
- Pardino d'argent : Genesis de Lucien Monot
- Prix Action Light du meilleur espoir suisse : La Sève de Manon Goupil

### Opera Prima
- Prix pour le meilleur premier film : El Futuro Perfecto di Nele Wohlatz
- Swatch Art Peace Hotel Award : Maud Alpi pour Gorge cœur ventre
- Mentions spéciales : El auge del humano d'Eduardo Williams

### Piazza Grande
- Prix du public : Moi, Daniel Blake de Ken Loach
- Variety Piazza Grande Award : Moka de Frédéric Mermoud

### Jurys indépendants

#### Jury œcuménique
- Prix du jury œcuménique : Godless de Ralitza Petrova
- Mentions spéciales : Mister Universo et Marija

#### Jury FIPRESCI
- Prix FIPRESCI : Mister Universo de Tizza Covi Rainer Frimmel